# ستاد منقريش الدولي
يقع ملعب منقريش لكره القدم بقرية منقريش التابعه لمركز ومحافظة بني سويف ومو ملعب نجيل صناعي على مساحه 1100 متر مربع تقريبا.